# Pterostichinae
De Pterostichinae zijn een onderfamilie van de loopkevers.
De kevers zijn over het algemeen gemiddeld van grootte. De kleur is over meestal donker met opvallende patronen, maar meestal wel met een sterke metaalachtige glans. Ze zijn wijdverspreid over een groot aantal soorten terestrische leefgebieden. De Pterostichinae eten niet alleen kleine dieren, maar zijn omnivoor en een aantal takken zijn zelfs herbivoor.

## Bron
- Dit artikel of een eerdere versie ervan is een (gedeeltelijke) vertaling van het artikel Pterostichinae op de Engelstalige Wikipedia, dat onder de licentie Creative Commons Naamsvermelding/Gelijk delen valt. Zie de bewerkingsgeschiedenis aldaar.